# Zoica
Zoica là một chi nhện trong họ Lycosidae.